# 岡本四郎
岡本 四郎（おかもと しろう、1934年5月20日 - ）は、日本の俳優・声優。福岡県出身。西南学院大学卒。

## 来歴・人物
1959年に東映と契約し}、『おれたちの真昼』でデビュー。
1964年に東映との契約が終了し劇団民藝に入団。1969年10月に六芸社所属となる。
特技は博多弁。三枚目や朴訥な人物などに扮し、脇役として活動した。

## 出演

### 映画
- おれたちの真昼（1960年） - 富男
- 続ずべ公天使 七色の花嫁（1960年） - チンピラ
- 警視庁物語 血液型の秘密 聞き込み（1960年） - 安アパートの学生
- 東から来た流れ者（1960年） - ピーナッツという小男
- 嵐の中の若者たち（1960年） - 草場信太郎
- 遥かなる母の顔（1960年） - たつまきの鉄平
- あれが港の灯だ（1961年） - 茂樹
- 魚河岸の女石松（1961年） - 新坊
- 台風息子 お化け退治（1961年） - 明智一策
- 宇宙快速船（1961年） - 進藤栄治
- ファンキーハットの快男児シリーズ（1961年） - 近藤茂
  - ファンキーハットの快男児
  - ファンキーハットの快男児 二千万円の腕
- 台風息子 冒険旅行（1961年） - 明智一策
- 次郎長社長と石松社員 威風堂々（1962年） - 小坂
- 南太平洋波高し（1962年） - 船木
- 二・二六事件 脱出（1962年） - 坪井一等兵
- 民謡の旅・桜島 おてもやん（1962年） - 田中
- 純愛物語 草の実（1962年） - 定次
- がんこ親父と江戸っ子社員（1962年） - 下村
- 東京アンタッチャブル 脱走（1963年） - 山口豊
- こまどり姉妹 未練ごころ（1963年） - 桃井吾郎
- 柔道一代（1963年） - 大学の進行係
- 陸軍残虐物語（1963年） - 香取
- ジェリーの森の石松（1963年） - 亀吉
- 昭和侠客伝（1963年） - サブ
- 路傍の石（1964年） - 幸どん

### テレビドラマ
- 特別機動捜査隊 第13話「悲しい恋人たち」（1962年）
- ヘッドライト（1962年） - 久里博
- 青年弁護士（1963年）
- 湖の仲間たち（1964年）
- 三匹の侍 第4シリーズ 第6話「血と砂金」（1966年）
- 三姉妹 第19話（1967年） - 浪士
- レモンのような女 第6話「熱帯魚」（1967年）
- ウルトラセブン 第8話「狙われた街」（1967年） - ライフル魔
- 東京バイパス指令（1968年 - 1970年）※出演作は不明
- 怪奇大作戦 第9話「散歩する首」（1968年） - 農夫 ※ノンクレジット
- バンパイヤ 第16話「人間狩り」（1969年）
- 青空にとび出せ! 第6話「ピンキーと五月人形」（1969年）
- 鞍馬天狗（1969年）
- 女殺し屋 花笠お竜 第17話「黄門もアッと驚く女の啖呵」（1970年）
- 火曜日の女シリーズ / 逃亡者 -この街のどこかで-（1970年、大映テレビ室・日本テレビ）
- 夜明けの刑事 第2話「キャロル知らない奴はおくれてる」（1974年）
- 赤い迷路 第7話（1974年、TBS）[3]
- 伝七捕物帳 第75話「酒は涙か花が散る」（1975年、NTV）-又平
- 俺たちの朝 第15話「金欠病と女子寮とオッスのギックリ腰」（1977年）
- ありがとう 第2シリーズ 第47話（1972年、TBS） - 虎之介の友人
- おんなの家 その八（1978年）
- 飢餓海峡 第6話（1978年）

### 舞台
- 三日月の影象

### 吹き替え
- 市民ケーン（1966年） - レイ・コリンズ